# Ferris N'Goma
Ferris N'Goma, né le 15 juin 1993 à Limoges, est un footballeur français qui évolue au poste d'ailier gauche.

## Biographie

### Carrière en club
En 2006, il intègre le pôle espoirs de Châteauroux, pour deux ans de préformation.
Ferris N'Goma commence sa carrière professionnelle en 2015 à l'US Orléans, club appartenant alors au National. Il y reste trois saisons, en connaissant une promotion et en gagnant graduellement du temps de jeu au fil des saisons. Il quitte l'US Orléans à l'été 2018 pour s'engager sur une durée de trois ans avec le Stade Brestois.

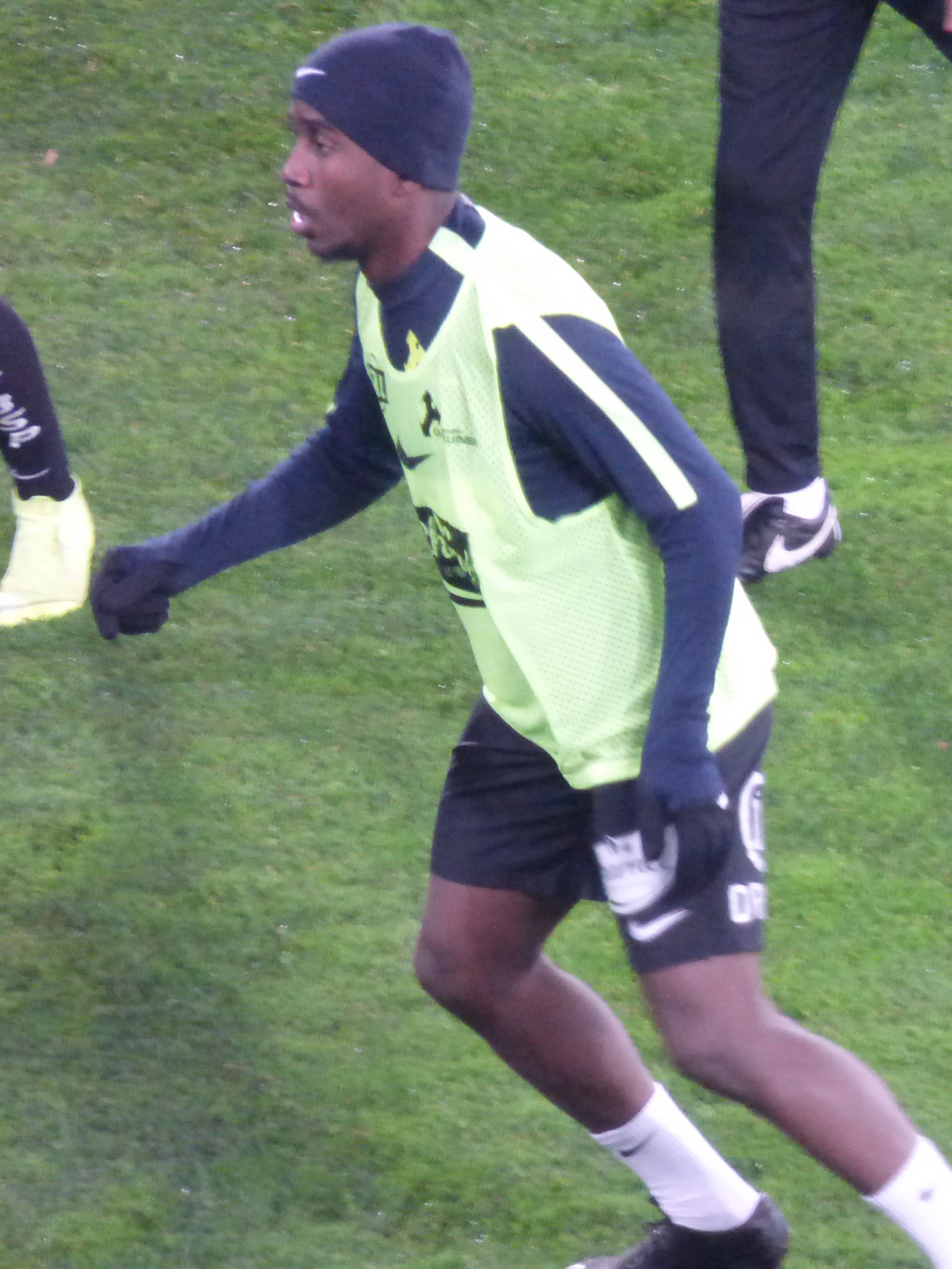
RC Lens - Stade brestois le 04-12-2018
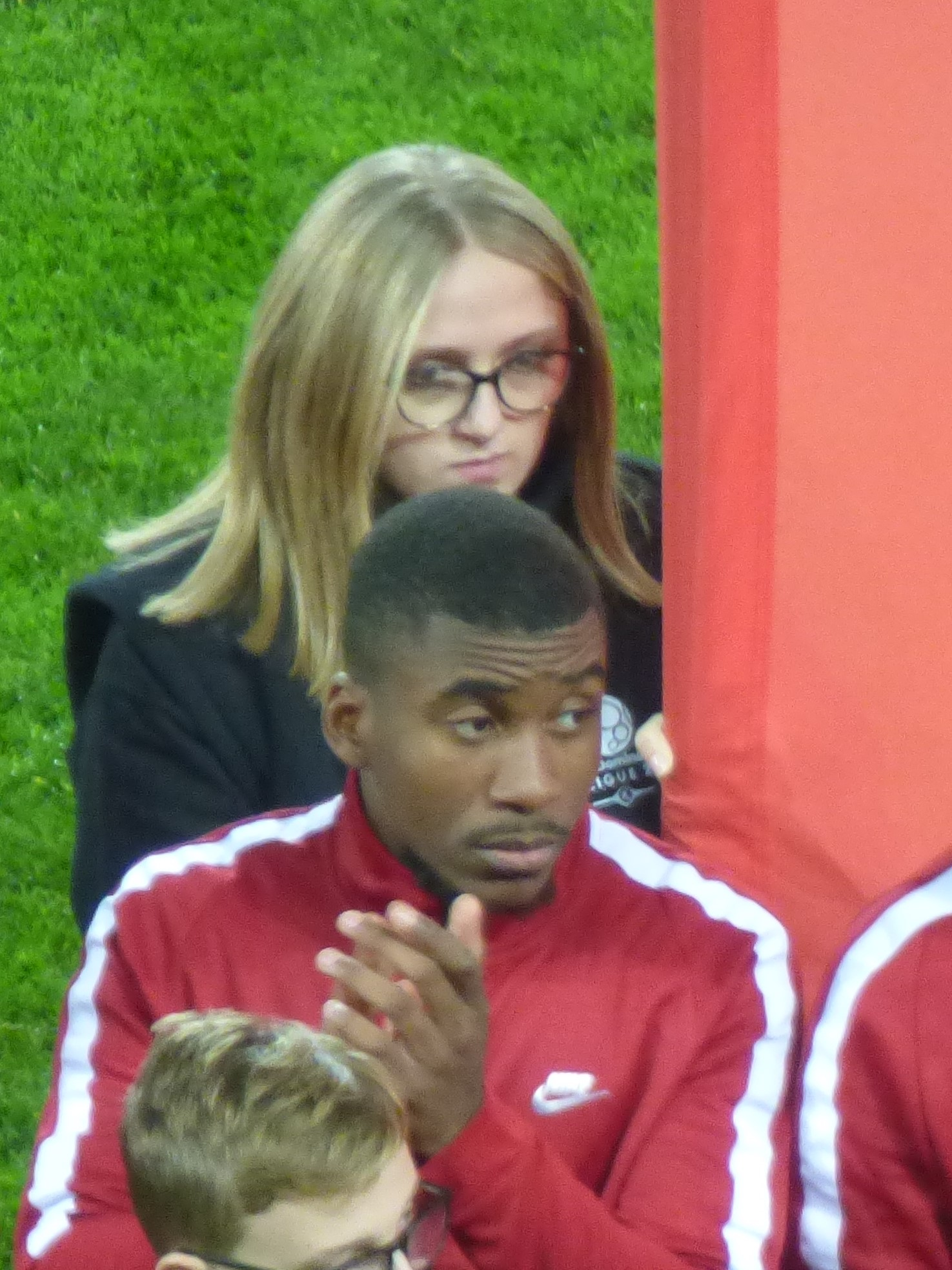
RC Lens - Stade brestois le 04-12-2018
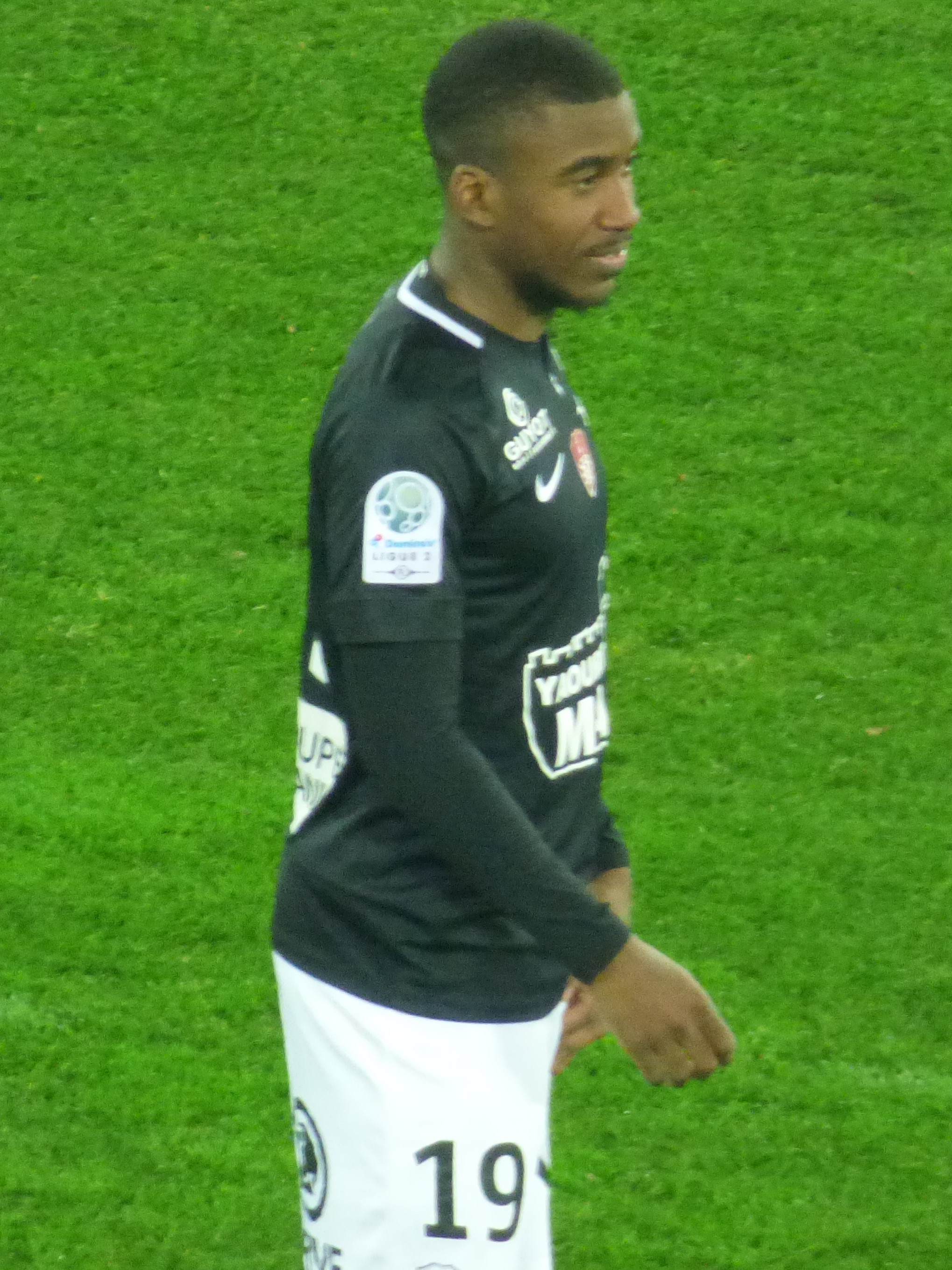
RC Lens - Stade brestois le 04-12-2018
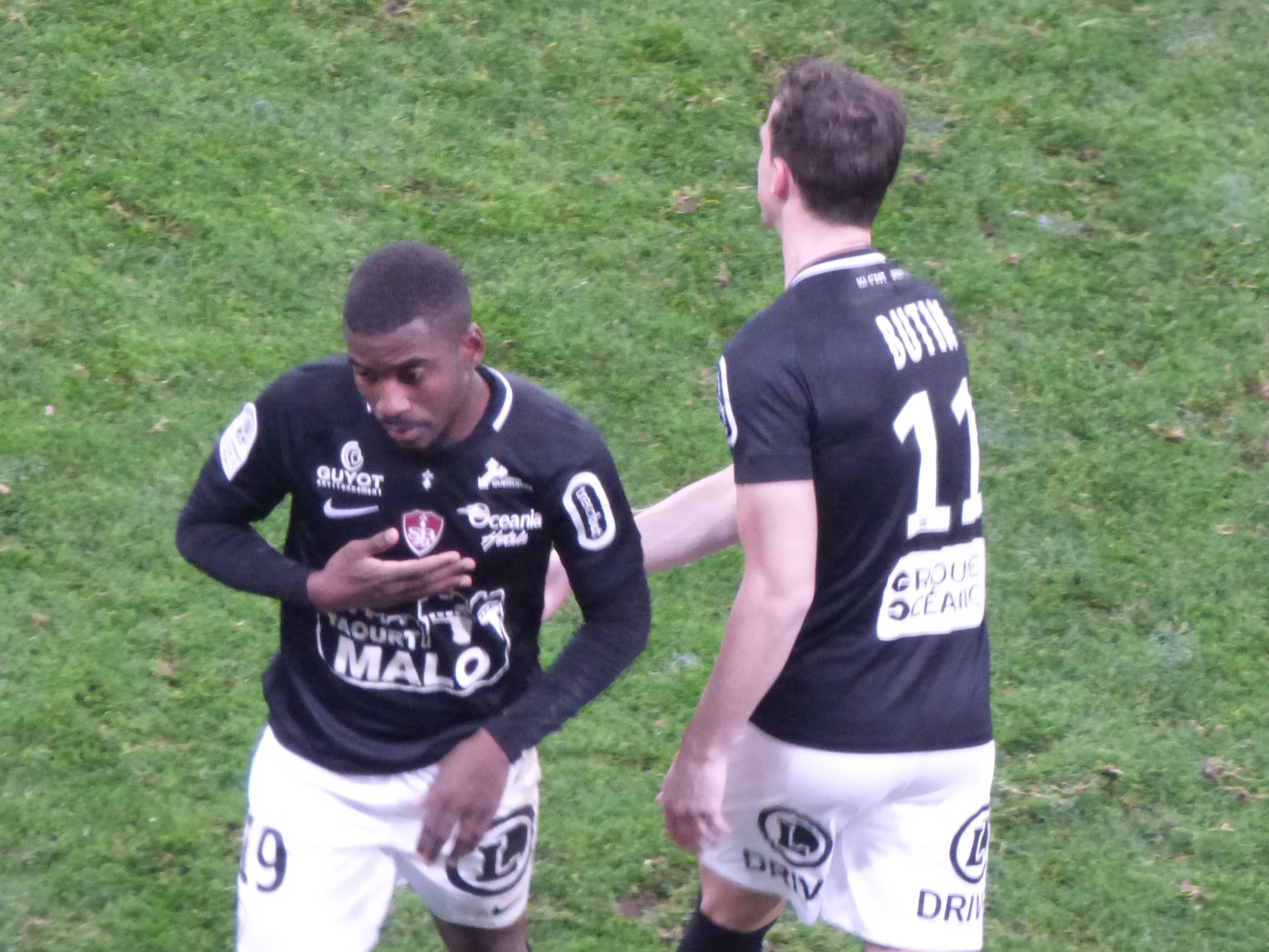
RC Lens - Stade brestois le 04-12-2018

### Carrière internationale
Ferris N'Goma reçoit deux sélections en équipe de France des moins de 17 ans lors du mois de septembre 2009, face aux Pays-Bas.

## Statistiques
Le tableau ci-dessous retrace la carrière de Ferris N'Goma depuis ses débuts :
| Saison                | Club                  | Championnat           | Championnat | Championnat | Coupe nationale | Coupe nationale | Coupe de la Ligue | Coupe de la Ligue | Barrages d'accession | Barrages d'accession | Total | Total |
| Saison                | Club                  | Division              | M.          | B.          | M.              | B.              | M.                | B.                | M.                   | B.                   | M.    | B.    |
| 2013-2014             | Limoges Football Club | CFA2                  | 20          | 7           | -               | -               | -                 | -                 | -                    | -                    | 20    | 7     |
| 2014-2015             | Limoges Football Club | CFA                   | 14          | 1           | -               | -               | -                 | -                 | -                    | -                    | 14    | 1     |
| Sous-total            | Sous-total            | Sous-total            | 34          | 8           | -               | -               | -                 | -                 | -                    | -                    | 34    | 8     |
| 2015-2016             | US Orléans            | National              | 3           | 0           | -               | -               | -                 | -                 | -                    | -                    | 3     | 0     |
| 2016-2017             | US Orléans            | Ligue 2               | 18          | 1           | 1               | 0               | -                 | -                 | 2                    | 0                    | 21    | 1     |
| 2017-2018             | US Orléans            | Ligue 2               | 31          | 2           | 1               | 0               | 1                 | 0                 | -                    | -                    | 33    | 2     |
| Sous-total            | Sous-total            | Sous-total            | 52          | 3           | 2               | 0               | -                 | -                 | 2                    | 0                    | 56    | 3     |
| 2018-2019             | Stade brestois 29     | Ligue 2               | 32          | 1           | 2               | 0               | 1                 | 0                 | -                    | -                    | 35    | 1     |
| 2019-2020             | Stade brestois 29     | Ligue 1               | 4           | 1           | -               | -               | 2                 | 0                 | -                    | -                    | 6     | 1     |
| 2020-2021             | Stade brestois 29     | Ligue 1               | -           | -           | -               | -               | -                 | -                 | -                    | -                    | 0     | 0     |
| Sous-total            | Sous-total            | Sous-total            | 36          | 2           | 2               | 0               | 3                 | 0                 | -                    | -                    | 41    | 2     |
| 2021-2022             | LB Châteauroux        | National              | 24          | 1           | -               | -               | -                 | -                 | -                    | -                    | 24    | 1     |
| 2022-2023             | LB Châteauroux        | National              | 15          | 2           | 2               | 1               | -                 | -                 | -                    | -                    | 17    | 3     |
| Sous-total            | Sous-total            | Sous-total            | 39          | 3           | 2               | 1               | -                 | -                 | -                    | -                    | 41    | 4     |
| Total sur la carrière | Total sur la carrière | Total sur la carrière | 161         | 14          | 6               | 1               | 3                 | 0                 | 2                    | 0                    | 172   | 15    |